# EGP-6
EGP-6 é um tipo de reator nuclear pequeno, uma versão reduzida dos reatores RBMK. Notavelmente estes reatores, juntamente com os RBMKs são alguns dos poucos reatores ativos que ainda usam água leve como refrigerante e grafite como moderador de nêutrons.
Os únicos quatro reatores deste tipo em operação que existem estão na Usina Nuclear de Bilibino, comissionada em 1974. O projeto foi desenvolvido pela Divisão Ural da Teploelektroproekt juntamente com Izhorskiye Zavody e FEI em Obninsk. Possui potência de 11 MWe.
É o menor reator nuclear comercial do globo.